# Кара-Алминский аильный округ
Кара-Алминский аильный округ (аймак) расположен в Сузакском районе Джалал-Абадской области Кыргызстана.
Находится на юге Кыргызстана в Сузакском районе Джалал-Абадской области Кыргызстана.
Код СОАТЕ — 41703 220 825 00 0.

## Административно-территориальное деление
В состав округа входят следующие населённые пункты:
- Кара-Алма (административный центр);
- Орток;
- Туура-Джангак;
- Урумбаш;